# Kepler-69 b
 (mai 2025).
Kepler-69 b est une exoplanète de type Super-Terre en orbite autour de la naine jaune Kepler-69, située à environ 2 382,98 années-lumière de la Terre.

## Caractéristiques physiques
L'exoplanète se distingue par sa masse faible de 0,018 MJ, son rayon compact de 0,20 RJ et sa température élevée de 779 K.

## Orbite
Elle orbite à 0,09  unité astronomique de son étoile, une distance comparable à celle de Mercure dans le système solaire.

## Découverte
L'exoplanète a été découverte par la méthode des transits en 2013.

## Habitabilité
Les conditions d'habitabilité de cette exoplanète ne sont pas déterminées ou ne sont pas connues.